# 텔아비브

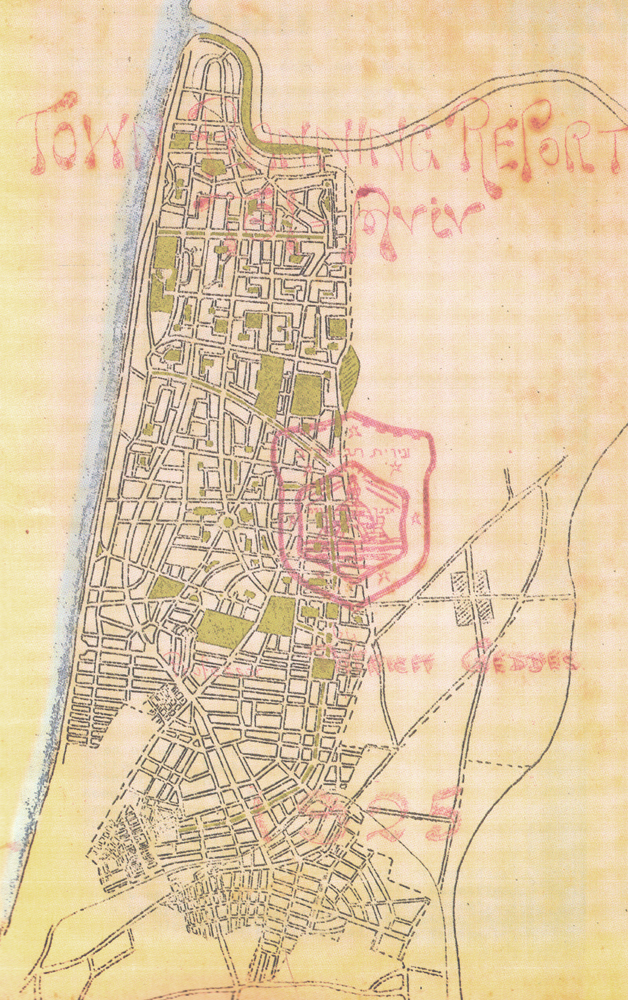
마스터 플랜 1925

텔아비브야파(히브리어: תֵּל אָבִיב-יָפוֹ) 통칭 텔아비브(히브리어: תֵּל אָבִיב, 영어: Tel Aviv)는 이스라엘 서부 지중해 연안에 있는 도시이다. 이스라엘의 실질적 수도이며, 국제법적 수도이다. 시내 인구는 405,300명으로 예루살렘 다음으로 많다. 대도시권의 인구는 3,850,000명에 달하며 이스라엘 최대의 대도시권을 형성하고 있다. 이스라엘 인구의 절반 가까이가 텔아비브 도시권에 집중되어 있으며 이스라엘의 경제적인 중심지가 되어 있다. 1880년대 유대인 이주자들이 물가가 비쌌던 야파(아랍어: يافا 야파[*])를 대체할 곳으로 시작되었지만 점점 텔아비브의 규모는 커졌고 2007년 중동에서 가장 물가가 비싼 도시가 되었다. 텔아비브에서 하얀 색상의 건물이 많기로 알려진 화이트 시티는 2003년 유네스코에서 세계유산으로 지정되었다.
텔아비브는 히브리어로 봄의 언덕을 뜻하며 이 명칭은 나훔 소콜로프가 테오도르 헤르츨이 쓴 《오래 된 새로운 땅》을 히브리어로 번역했을 때 지어준 제목이기도 하다. 이 명칭은 고대 이스라엘의 파괴를 상징하는 동시에 재탄생을 갈망한다는 것을 의미한다고 한다. 소콜로프는 에제키엘 3장 15절에서 이름을 얻었다. ("나는 내 겨레가 사로잡혀 와서 살고 있는 그발 강 가 텔아비브에 이르렀다. 나는 얼빠진 사람이 되어 칠 일간 그들 가운데 앉아 있었다.")

## 역사

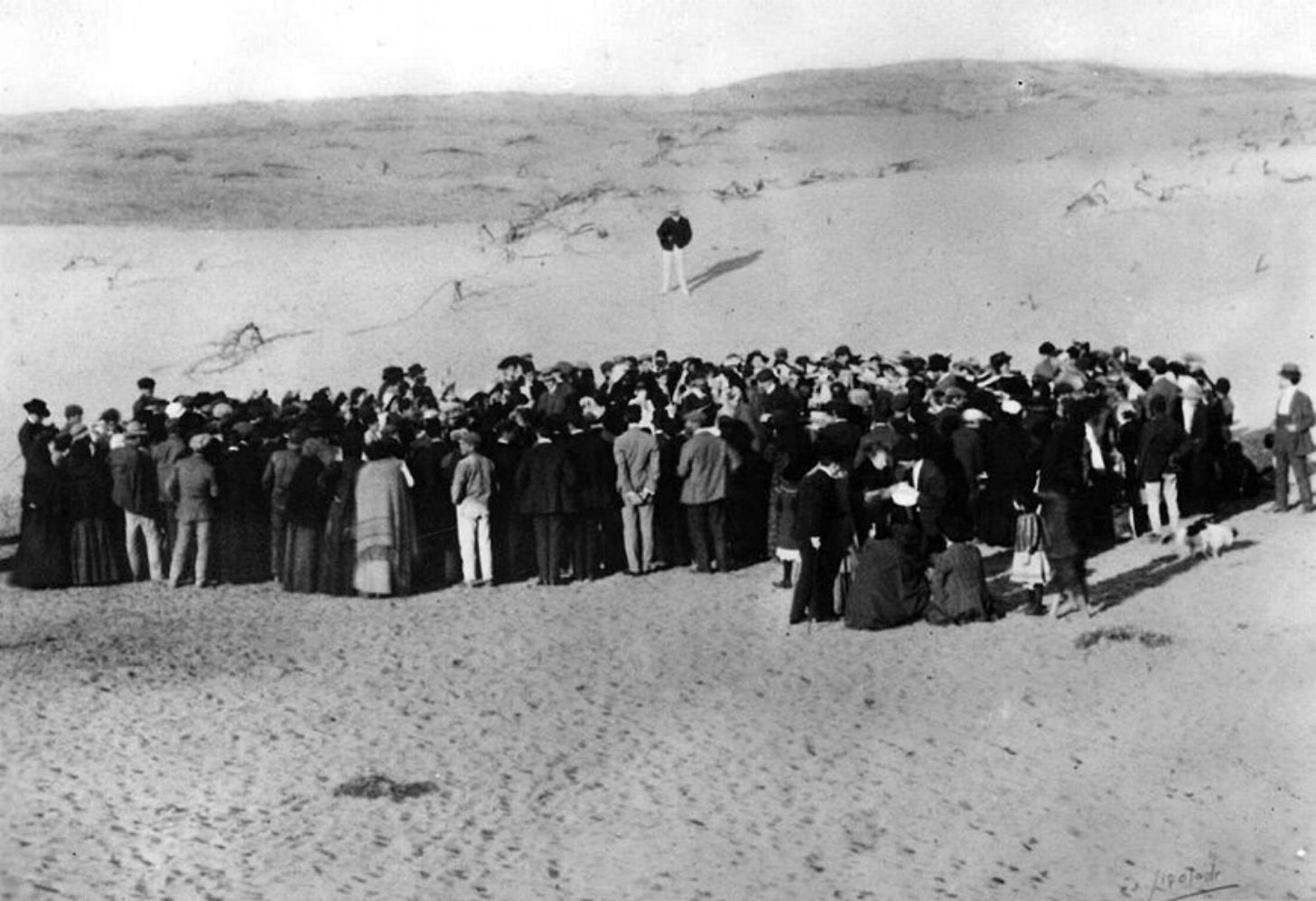
모래 언덕이었던 텔아비브의 초기 모습.

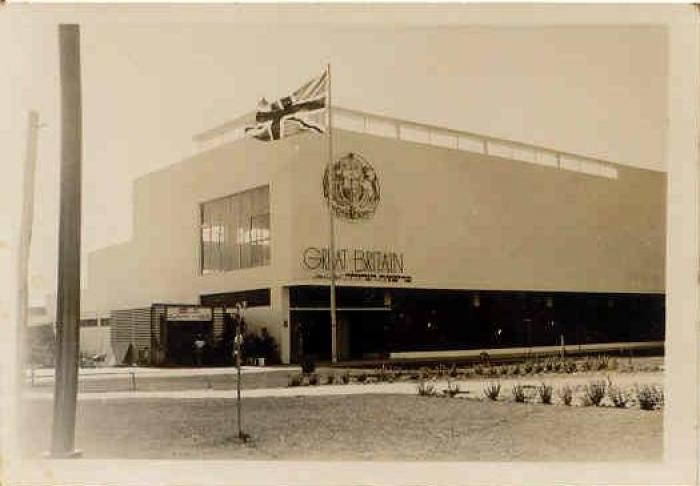
국제 무역 박람회 영국관 (1934년 동양 박람회)

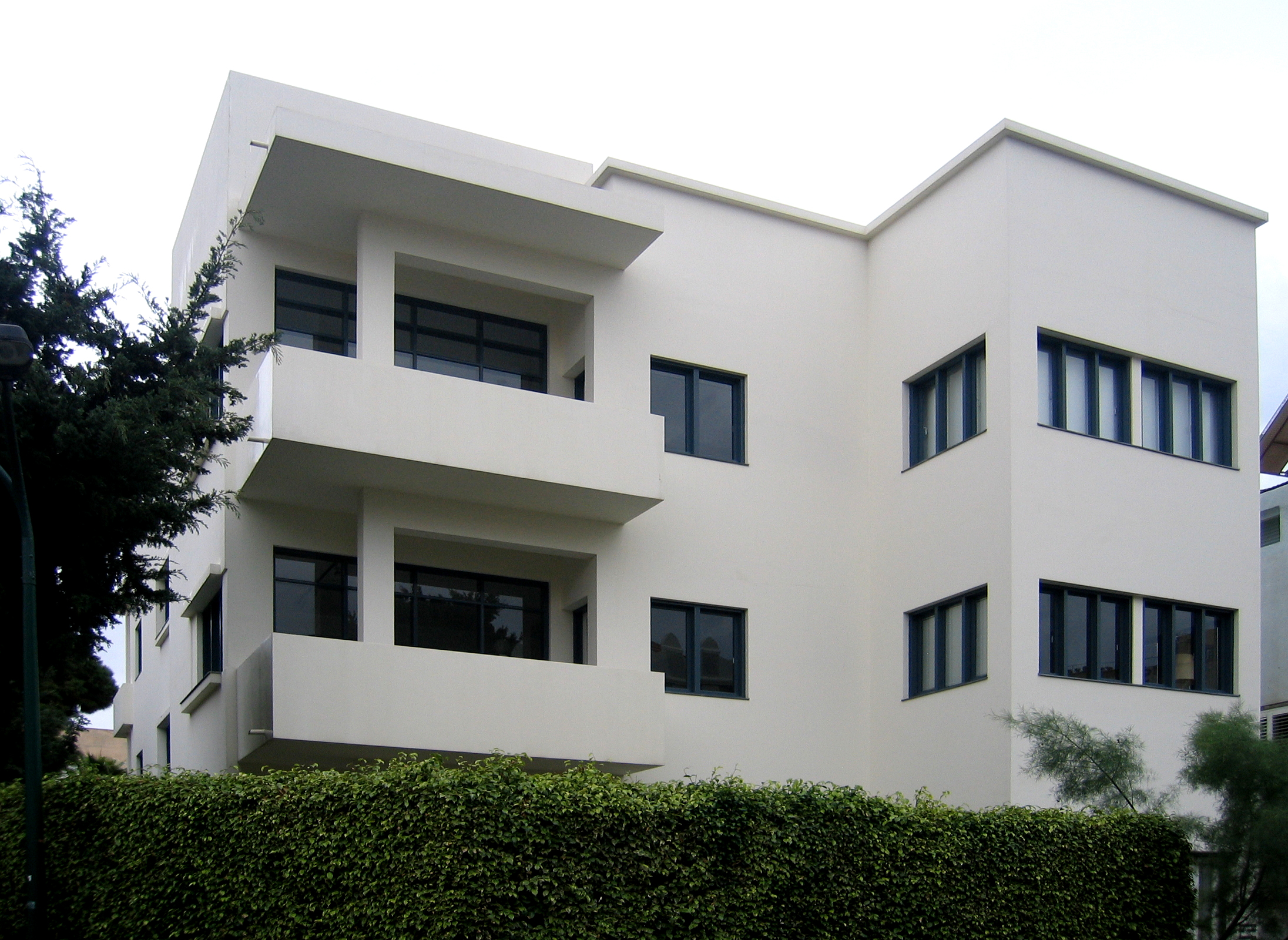
텔아비브 바우하우스 박물관

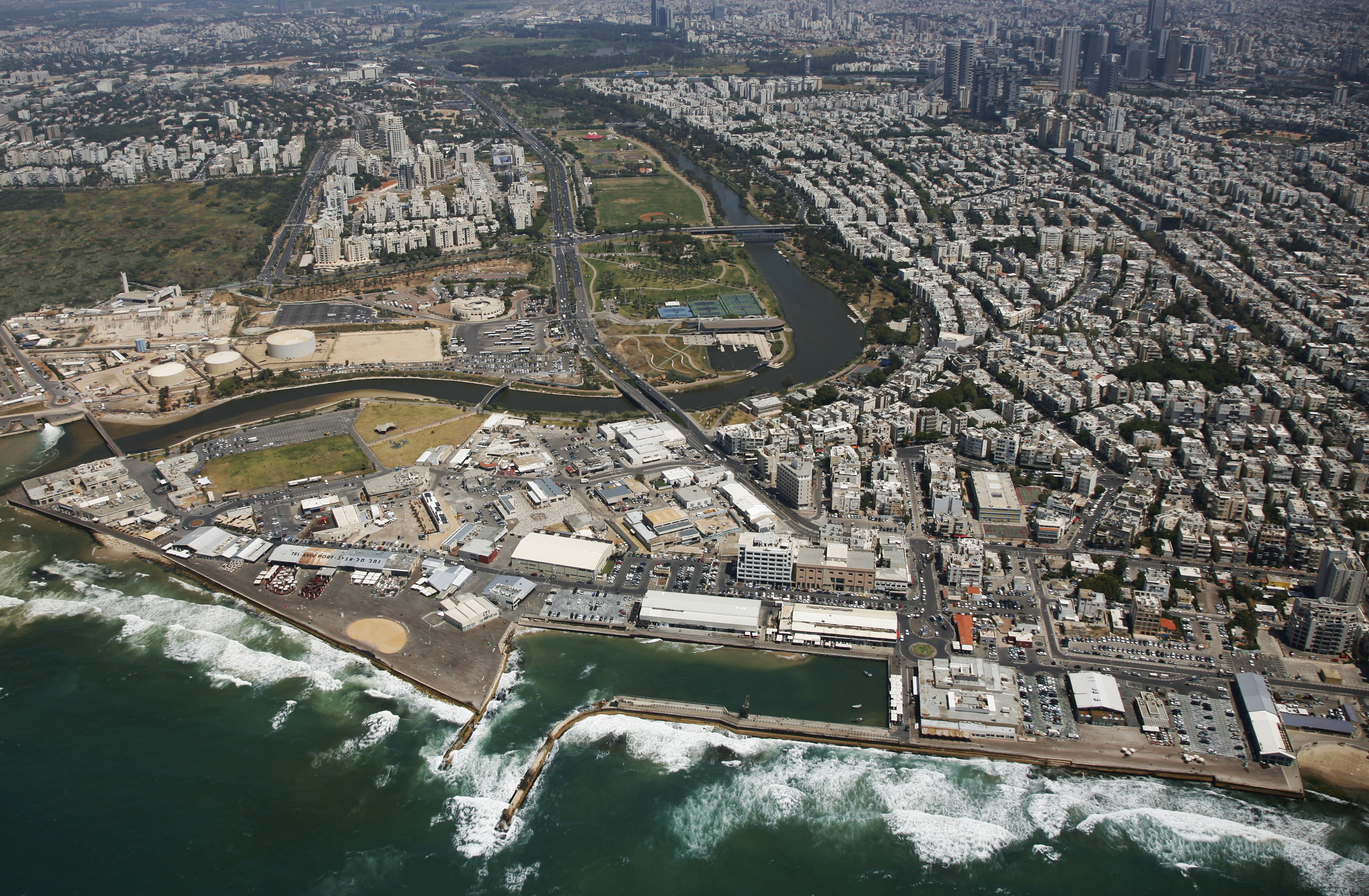
텔아비브 항

1909년 유대인 가족들이 아랍 원주민들에게서 땅을 샀을 당시 야파를 대처 할곳으로 지어졌다. 이름은 성경의 델아빕에서 따왔다. 제1차 세계 대전당시 터키군에 의해서 유대인들은 야파와 텔아비브에서 쫓겨났지만 영국이 팔레스타인을 통치하기 시작 할 때 다시 돌아왔다. 1920년대 팔레스타인으로 오는 유대인 이주자들이 늘어나면서 아랍인들과의 관계가 소원해지기 시작했다. 결과로 유대인들은 야파를 떠났고 텔아비브의 인구는 서서히 늘어났다.
제1차 중동 전쟁이 시작되기 수 일 전 야파에 있던 아랍군이 텔아비브를 공격했으나 이스라엘이 독립 선언하기 이틀 전 다시 도시를 되찾을 수 있었다. 전쟁당시 요르단이 예루살렘을 점령하여 텔아비브는 이스라엘의 임시수도가 되었다. 전쟁전 야파는 팔레스타인 지역에서 아랍인들이 가장 많은 도시였다. 대략 7만 명 내지 8만 명의 아랍인들이 존재했으나 유대인 민병이었던 이르군과 하가나가 침입해서 오직 4천 명만 야파에 남았다. 전쟁이 끝난 후에도 중동 국가와의 관계로 인하여 대부분의 국가는 수도인 예루살렘 대신 텔아비브에 주 이스라엘 대사관을 두고 있다.
건축상으로 텔아비브는 1930년대부터 1950년대까지 건설된 화이트 시티로 잘 알려져 있다. 하얗고 밝은 색상의 건물들이 많아서 화이트 시티로 불린다. 나치 독일을 탈출한 건축가들이 모던주의의 영향을 받아 건물들을 전부 바우하우스식이나 국제주의식으로 지었다. 2003년 유네스코가 세계 유산으로 지정했다. 1960년대 급속도로 늘어났던 이민자들을 위해 지어진 낡은 건물들이 자취를 감추면서 초고층빌딩의 숫자는 더욱더 늘어나고 있다. 국제적으로 잘 알려진 마천루는 샬롬 타워와 아즈리엘리 센터 등이 있다.

## 지형과 기후
텔아비브는 모래 언덕에 지어져서 농업에 적합하지 않다. 예루살렘은 텔아비브의 동남쪽에 위치해있으며 거리는 대략 60킬로미터 정도 된다. 하이파는 90킬로미터 정도 떨어져있으며 텔아비브의 북쪽에 위치해있다. 전형적인 지중해 기후를 소유한다. 여름은 덥고 봄과 가을은 맑은 편이며 겨울은 시원하고 비가 자주온다. 계절에 상관없이 습기가 높고 비는 주로 10월에서 5월사이 온다. 겨울에는 평균 기온이 10°C에서 15°C사이라서 주로 5°C 아래로 내려가지 않는다. 여름에는 기온이 26°C로 올라간다. 연간 평균 강우량은 530mm이다. 더운 날씨 때문에 1년 중 300일 정도로 맑은 날이 많은 편이다. 봄과 가을은 짧은 편이다.

### 기후
| 텔아비브 (1987년~2010년)의 기후               | 텔아비브 (1987년~2010년)의 기후 | 텔아비브 (1987년~2010년)의 기후 | 텔아비브 (1987년~2010년)의 기후 | 텔아비브 (1987년~2010년)의 기후 | 텔아비브 (1987년~2010년)의 기후 | 텔아비브 (1987년~2010년)의 기후 | 텔아비브 (1987년~2010년)의 기후 | 텔아비브 (1987년~2010년)의 기후 | 텔아비브 (1987년~2010년)의 기후 | 텔아비브 (1987년~2010년)의 기후 | 텔아비브 (1987년~2010년)의 기후 | 텔아비브 (1987년~2010년)의 기후 | 텔아비브 (1987년~2010년)의 기후 |
| 월                                            | 1월                             | 2월                             | 3월                             | 4월                             | 5월                             | 6월                             | 7월                             | 8월                             | 9월                             | 10월                            | 11월                            | 12월                            | 연간                            |
| --------------------------------------------- | ------------------------------- | ------------------------------- | ------------------------------- | ------------------------------- | ------------------------------- | ------------------------------- | ------------------------------- | ------------------------------- | ------------------------------- | ------------------------------- | ------------------------------- | ------------------------------- | ------------------------------- |
| 역대 최고 기온 °C (°F)                        | 30.0 (86.0)                     | 33.2 (91.8)                     | 38.3 (100.9)                    | 43.9 (111.0)                    | 46.5 (115.7)                    | 44.4 (111.9)                    | 37.4 (99.3)                     | 41.4 (106.5)                    | 42.0 (107.6)                    | 44.4 (111.9)                    | 35.6 (96.1)                     | 33.5 (92.3)                     | 46.5 (115.7)                    |
| 일평균 최고 기온 °C (°F)                      | 17.5 (63.5)                     | 17.7 (63.9)                     | 19.2 (66.6)                     | 22.8 (73.0)                     | 24.9 (76.8)                     | 27.5 (81.5)                     | 29.4 (84.9)                     | 30.2 (86.4)                     | 29.4 (84.9)                     | 27.3 (81.1)                     | 23.4 (74.1)                     | 19.2 (66.6)                     | 24.0 (75.3)                     |
| 일일 평균 기온 °C (°F)                        | 12.9 (55.2)                     | 13.4 (56.1)                     | 16.4 (61.5)                     | 19.2 (66.6)                     | 21.8 (71.2)                     | 24.8 (76.6)                     | 27.0 (80.6)                     | 27.8 (82.0)                     | 26.5 (79.7)                     | 22.7 (72.9)                     | 17.6 (63.7)                     | 13.9 (57.0)                     | 20.3 (68.6)                     |
| 일평균 최저 기온 °C (°F)                      | 9.6 (49.3)                      | 9.8 (49.6)                      | 11.5 (52.7)                     | 14.4 (57.9)                     | 17.3 (63.1)                     | 20.6 (69.1)                     | 23.0 (73.4)                     | 23.7 (74.7)                     | 22.5 (72.5)                     | 19.1 (66.4)                     | 14.6 (58.3)                     | 11.2 (52.2)                     | 16.4 (61.6)                     |
| 역대 최저 기온 °C (°F)                        | −1.9 (28.6)                     | −2.0 (28.4)                     | 3.5 (38.3)                      | 7.0 (44.6)                      | 11.2 (52.2)                     | 15.0 (59.0)                     | 19.0 (66.2)                     | 20.0 (68.0)                     | 15.7 (60.3)                     | 11.6 (52.9)                     | 6.0 (42.8)                      | 4.0 (39.2)                      | −2.0 (28.4)                     |
| 평균 강우량 mm (인치)                         | 147 (5.8)                       | 111 (4.4)                       | 62 (2.4)                        | 16 (0.6)                        | 4 (0.2)                         | 0 (0)                           | 0 (0)                           | 0 (0)                           | 1 (0.0)                         | 34 (1.3)                        | 81 (3.2)                        | 127 (5.0)                       | 583 (22.9)                      |
| 평균 강우일수 (≥ 0.1 mm)                      | 15                              | 13                              | 10                              | 4                               | 2                               | 0                               | 0                               | 0                               | 0                               | 6                               | 9                               | 12                              | 71                              |
| 평균 상대 습도 (%)                            | 72                              | 70                              | 65                              | 60                              | 63                              | 67                              | 70                              | 67                              | 60                              | 65                              | 68                              | 73                              | 67                              |
| 평균 월간 일조시간                            | 192.2                           | 200.1                           | 235.6                           | 270.0                           | 328.6                           | 357.0                           | 368.9                           | 356.5                           | 300.0                           | 279.0                           | 234.0                           | 189.1                           | 3,311                           |
| 출처 1: 이스라엘 기상청 (강수: 1981년~2010년) |                                 |                                 |                                 |                                 |                                 |                                 |                                 |                                 |                                 |                                 |                                 |                                 |                                 |
| 출처 2: 홍콩 천문대 (일조시간)                |                                 |                                 |                                 |                                 |                                 |                                 |                                 |                                 |                                 |                                 |                                 |                                 |                                 |

## 인구 통계
382,500명이 넘는 인구가 존재하며 91.8%는 유대인이고 4.2%는 아랍인이고 4%는 "기타"로 분류된다. 시의 면적은 50.6 km2이고 인구 밀도는 한 km2당 7,455명이다. 몇몇 예측에 의하면 대략 50,000명의 불법 체류자가 텔아비브에 있다고 한다.

### 종교
이스라엘의 종교적 중심은 예루살렘이지만 텔아비브에 있는 시나고그의 숫자는 500곳이 넘는다. 이 중 350곳이 활동중이다. 아랍 기독교인들과 야파의 높은 무슬림 인구의 영향으로 교회와 모스크도 찾아볼 수 있다.

## 문화

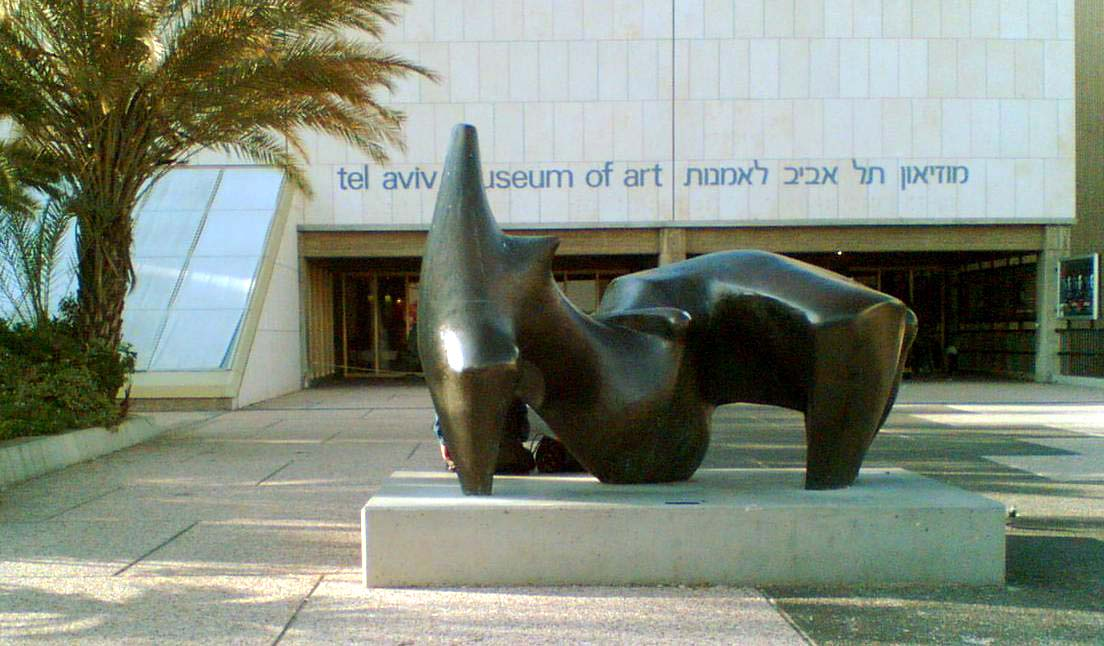
텔아비브의 미술박물관

텔아비브는 이스라엘의 문화 수도로 여겨진다. 이스라엘은 1인당 박물관이 가장 많은 나라인데 이 중 대부분이 텔아비브에 위치해있다. 고고학 유적을 모은 에레츠 이스라엘 박물관과 텔아비브 미술 박물관이 유명하다. 텔아비브대학 캠퍼스에 있는 디아스포라 박물관도 있다. 이스라엘에서 가장 큰 동성애자 축제가 이곳에서 열린다.

### 교육
텔아비브 대학과 바일란 대학으로 유명하다. 텔아비브 대학은 이스라엘에서 가장 큰 대학이며 두 대학의 학생 숫자를 합치면 5만 명이 넘는다.

## 파노라마

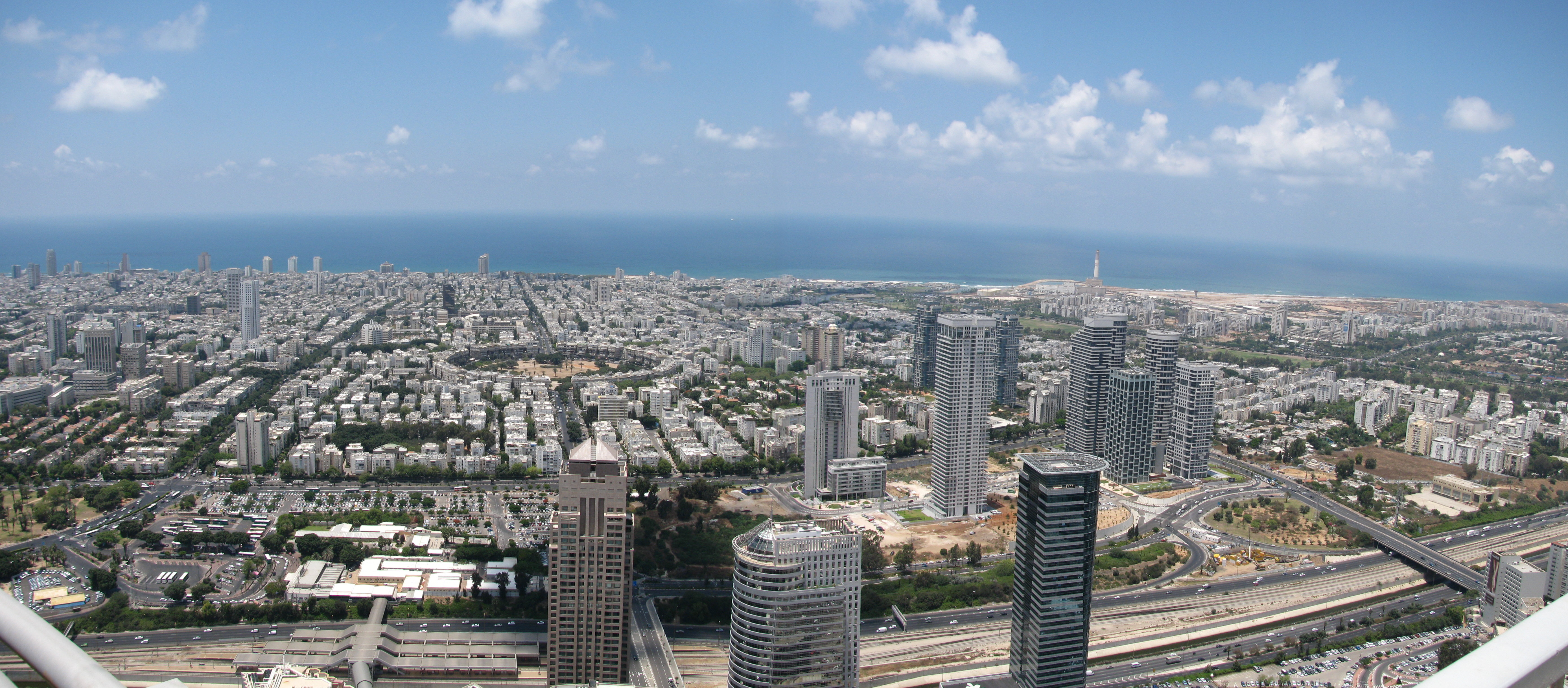

## 자매 결연
| 툴루즈, 프랑스 (1962) 필라델피아, 미국 (1966) 쾰른, 독일 (1979) 프랑크푸르트, 독일 (1980) 울진, 대한민국 (1983) 부에노스아이레스, 아르헨티나 (1988) 부다페스트, 헝가리 (1989) 베오그라드, 세르비아 (1990) 에센, 독일 (1992) | 소피아, 불가리아 (1992) 바르샤바, 폴란드 (1992) 칸, 프랑스 (1993) 우치, 폴란드 (1994) 밀라노, 이탈리아 (1994) 테살로니키, 그리스 (1994) 베이징, 중국 (1995) 로스앤젤레스, 미국 (1996) | 바르셀로나, 스페인 (1998) 가자 지구, 팔레스타인 자치 정부 (1998) 이즈미르, 터키 (1998) 키시너우, 몰도바 (2000) 인천, 대한민국 (2000) 리마솔, 키프로스 (2000) 모스크바, 러시아 (2000) 상파울루, 브라질 (2004) 빈, 오스트리아 (2005) |